# Анекантавада
Анекантавада (деванагарі: अनेकान्तवाद) — одна з найважливіших та найфундаментальніших доктрин джайнізму, що проголошує принцип плюралізму, можливості багатьох точок зору, того, що істина й дійсність сприймаються по різному різними людьми, і жодне з цих сприйнять не складає повної істини. 
Цей принцип можна проілюструвати притчею про сліпих та слона, в якій кожен із сліпих відчуває на дотик різну частину слона (тулуб, ноги, вуха тощо). Кожен із них стверджує, що він повністю розуміє й може пояснити, як виглядає слон, але через обмежене сприйняття кожне із пояснень тільки часткове. Формальніше цей принцип можна сформулювати, зауваживши, що об'єкти безмежні у своїх якостях і проявах, тому обмеженне людьське сприйняття не здатне охопити їх повністю. Джайни вірять, що тільки кеваліни — всемогутні істоти — можуть збагнути об'єкти в усіх аспектах і проявах, для інших можливе тільки часткове знання. Абсолютна істина не доступна жодній людині.
Доктрина анекантавади загалом схожа на європейські концепції суб'єктвізму та релятивізму.

## Виноски
1. ↑  Jaini, Padmanabh (1998). The Jaina Path of Purification. New Delhi: Motilal Banarsidass. с. 91. ISBN 81-208-1578-5.